# Locare
Locare is een bestuurslaag in het regentschap Bondowoso van de provincie Oost-Java, Indonesië. Locare telt 2007 inwoners (volkstelling 2010).